# Tribbey (Oklahoma)
Tribbey es un pueblo ubicado en el condado de Pottawatomie en el estado estadounidense de Oklahoma. En el año 2010 tenía una población de 391 habitantes y una densidad poblacional de 7,91 personas por km².

## Geografía
Tribbey se encuentra ubicado en las coordenadas 35°5′34″N 97°5′30″O / 35.09278, -97.09167 (35.092740, -97.091787).

## Demografía
Según la Oficina del Censo en 2000 los ingresos medios por hogar en la localidad eran de $33,125 y los ingresos medios por familia eran $40,000. Los hombres tenían unos ingresos medios de $30,962 frente a los $21,875 para las mujeres. La renta per cápita para la localidad era de $13,846. Alrededor del 0.4% de la población estaban por debajo del umbral de pobreza.